# François Houtart
François Houtart (ur. 7 marca 1925 w Brukseli, zm. 6 czerwca 2017 w Quito) – belgijski duchowny katolicki, socjolog religii, teolog, działacz społeczny i polityczny, profesor Uniwersytetu Katolickiego w Louwain, założyciel Centrum Trójkontynentalnego (Centre Tricontinental – CETRI), uczestnik Soboru Watykańskiego II, zwolennik teologii wyzwolenia, krytyk neoliberalizmu oraz rzecznik tzw. „globalizacji oporu”. 

## Życiorys

### Wczesne lata i edukacja
Urodził się w Brukseli w 1925 w wielodzietnej rodzinie – był najstarszym z 14 dzieci i wnukiem byłego premiera Belgii. Święcenia kapłańskie przyjął w 1949. Studiował socjologię religii i socjologię miejską na Uniwersytecie w Louwain, a następnie na Uniwersytecie Chicagowskim (1952–1953).
Jego pierwsze badania socjologiczne dotyczyły parafii w Brukseli, a ich celem było wykorzystanie wiedzy naukowej na rzecz działalności duszpasterskiej Kościoła.

### Kariera naukowa i działalność w Kościele
W 1958 rozpoczął pracę jako profesor na Uniwersytecie Katolickim w Louwain. W latach 1960–1999 był redaktorem naczelnym międzynarodowego czasopisma „Social Compass”, specjalizującego się w socjologii religii. W tym okresie był również prezydentem Międzynarodowej Federacji Instytutów Badań Socjoreligijnych.
Analizował religię jako element kulturowy i społeczny, przyczyniający się do budowy struktur społecznych. Jego praca doktorska była poświęcona buddyzmowi w Sri Lance. Szczególną uwagę poświęcał dialogowi między religiami i badaniu wspólnych aspektów duchowości różnych tradycji – chrześcijaństwa, islamu, buddyzmu, hinduizmu i judaizmu – w duchu ekumenizmu.
Był ekspertem podczas Soboru Watykańskiego II, gdzie przyczynił się do opracowania konstytucji duszpasterskiej Gaudium et Spes. Współpracował z biskupami Ameryki Łacińskiej w ramach Rady Episkopatu Ameryki Łacińskiej.

### Teologia wyzwolenia i zaangażowanie społeczne
Był jednym z głównych orędowników teologii wyzwolenia. W duchu „preferencyjnej opcji na rzecz ubogich”, analizował społeczeństwo i dążył do jego przekształcenia z perspektywy ludzi wykluczonych. Blisko współpracował z Gustavo Gutiérrezem oraz z Camilo Torresem – kolumbijskim księdzem i socjologiem, który później związał się z ruchem partyzanckim.
Był krytykiem kapitalizmu, który postrzegał nie tylko jako system ekonomiczny, lecz także jako relację społeczną podporządkowującą człowieka i naturę logice akumulacji. W jego analizach wykorzystywał elementy marksizmu, łącząc je z chrześcijańską etyką społeczną i praktyką duszpasterską.

### Centrum Trójkontynentalne i globalne zaangażowanie
W 1976 założył w Louvain-la-Neuve Centrum Trójkontynentalne (CETRI), którego celem była promocja badań i współpracy pomiędzy społeczeństwami Afryki, Azji i Ameryki Łacińskiej. Był także inicjatorem powstania czasopisma „Alternatives Sud” (1984).
Odegrał kluczową rolę w budowaniu globalnych sieci oporu wobec neoliberalizmu, współorganizując m.in. „Inne Davos” (1999) oraz Światowe Forum Społeczne (od 2001), w którego Radzie Międzynarodowej aktywnie uczestniczył.
W 2008 został członkiem komisji ONZ ds. reformy międzynarodowego systemu finansowego pod przewodnictwem Josepha Stiglitza. W 2009 otrzymał nagrodę UNESCO im. Madanjeeta Singha za promowanie tolerancji i niestosowania przemocy.

### Współpraca z rządami progresywnymi
Wspierał lewicowe rządy Ameryki Łacińskiej – m.in. w Nikaragui, Wenezueli, Ekwadorze, Brazylii i na Kubie. W latach 80. był doradcą rządu Sandinistów w Nikaragui. Blisko współpracował z Danielem Ortegą, Hugo Chávezem, Lulą da Silvą i Rafaelem Correą. Jednocześnie zachowywał zdolność do krytyki – m.in. wobec sprzeczności między retoryką ekologiczną a polityką wydobywczą rządów.
W 2010 osiedlił się w Ekwadorze, w Fundacji Pueblo Indio w Quito. Był profesorem Uniwersytetu Centralnego w Ekwadorze, a w 2015 zainaugurowano tam Katedrę François Houtarta.

### Ekologia i dobra wspólne
W ostatnich latach życia Houtart skoncentrował się na ekologii i idei dóbr wspólnych ludzkości. Inspirował się kosmowizją rdzennych ludów Ameryki Łacińskiej – szczególnie koncepcją Sumak Kawsay („Dobre życie”). Sprzeciwiał się „zielonemu kapitalizmowi” i bioenergetyce jako rozwiązaniu rzekomo przyjaznemu środowisku.
Postulował przejście od eksploatacji do szacunku wobec Ziemi jako źródła życia oraz budowanie alternatywnej, postkapitalistycznej cywilizacji opartej na solidarności i wspólnocie.